# Docalidia tincta
Docalidia tincta är en insektsart som beskrevs av Nielson 1979. Docalidia tincta ingår i släktet Docalidia och familjen dvärgstritar. Inga underarter finns listade i Catalogue of Life.